# Stebno
Stebno är en ort i Tjeckien.   Den ligger i regionen Ústí nad Labem, i den nordvästra delen av landet, 70 km norr om huvudstaden Prag. Stebno ligger 403 meter över havet och antalet invånare är 436.
Terrängen runt Stebno är kuperad åt sydost, men åt nordväst är den platt. Runt Stebno är det ganska tätbefolkat, med 78 invånare per kvadratkilometer. Närmaste större samhälle är Ústí nad Labem, 5,2 km norr om Stebno. I omgivningarna runt Stebno växer i huvudsak blandskog.